# Heavy, Left-Handed and Candid
Heavy Left Handed and Candid – wydawnictwo DVD angielskiej grupy muzycznej Cradle of Filth. Album ukazał się 25 grudnia 2001 roku nakładem Abracadaver.

## Lista utworów
Źródło.
| 1. Lord Abortion 2. Ebony Dressed for Sunset 3. Forest Whispers My Name 4. Cthulu Dawn 5. Dusk and Her Embrace 6. The Principle of Evil Made Flesh 7. Cruelty Brought Thee Orchids 8. Her Ghost in the Fog 9. Summer Dying Fast 10. From the Cradle to Enslave 11. Queen of Winter, Throned |  | Bonus 1. Eleven Burial Masses (full live show) 2. Sifting Through Filth (A Schlockumentary) 3. Scorched Earth Erotica (Nasty Version) 4. Scorched Earth Erotica (Very Nasty Version) 5. Born in a Burial Gown (Sub Version) 6. The Blair Twit Project (Absinthe Fiend Footage) 7. Cradle of Fear (Horror Movie Trailer) 8. Circus of Horros (Creature Feature) 9. Gallery of the Grotesque (Downloads and Web Links) |